# Discografia de Lana Del Rey
A discografia de Lana Del Rey, uma cantora e compositora norte-americana de indie pop, é composta por seis álbuns de estúdio, quatro extended plays (EP), trinta e oito singles (incluindo doze singles promocionais) e vinte e oito vídeos musicais. Em 2008, ela havia lançado o seu primeiro EP Kill Kill. O primeiro álbum de estúdio da cantora, Lana Del Ray, foi disponibilizado para venda digital, mas logo foi removido por não chamar atenção do público assim como aconteceu com seu primeiro extended play. Esses dois trabalhos foram lançados sob o nome artístico Lizy Grant. Mais tarde, para adiantar seu lançamento por uma grande gravadora, desta vez com o nome Lana Del Rey, o seu segundo EP auto-intitulado foi lançado nos Estados Unidos e conseguiu vender mais de 14 mil cópias em sua estreia.
O seu segundo álbum de estúdio, Born to Die, foi lançado no início de 2012, gerando seis singles oficiais e dois promocionais, que elevaram a popularidade da cantora em todo o mundo após alcançar ótimas posições nas paradas musicais. O álbum teve um bom desempenho comercial, estreando com 327 mil cópias no mundo. Em menos de dois meses, atingiu a marca de um milhão de cópias. No Reino Unido, o lançamento vendeu 116,745 cópias durante a primeira semana, tornando-se o álbum com a vendagem mais rápida de 2012. Acumulando mais de 50 mil downloads digitais apenas no primeiro dia, Born to Die tornou-se o quinto álbum em toda história da música britânica a vender mais de 50 mil cópias digitais em uma única semana. Nos Estados Unidos, estreou na segunda posição na Billboard 200 após alcançar mais de 80 mil cópias. O álbum atingiu o topo do iTunes em dezoito países e, se tornou na França, o disco com as vendas mais rápidas em formato digital. O álbum foi certificado como disco de platina pela ARIA na Austrália e pela ZPAV na Polônia. O disco foi classificado como ouro pela IFPI Schweiz e IFPI Áustria.
"Video Games" foi o single de estréia do álbum, lançado em 10 de outubro de 2011. Teve um bom desempenho comercial, atingindo à primeira posição na Alemanha, e ficou entre as dez melhores colocações na Áustria, Bélgica, Holanda, França, Irlanda, Suíça. "Born to Die" foi o segundo single do álbum, lançado em 30 de dezembro de 2010. No Reino Unido, se tornou na sua segunda canção a ficar entre as dez primeiras posições no país, quando atingiu a nona posição na UK Singles Chart. Alcançou as cinquenta primeiras posições em vários países, como Dinamarca, Escócia, e Áustria. A terceira faixa promovida do álbum foi "Blue Jeans". Alcançou as décimas primeiras posições na Bélgica e Israel.
"Lust For Life” é o quinto álbum de Lana Del Rey e foi lançado no dia 21 de julho de 2017. Para o álbum, Lana retomou sua parceria com Emile Haynie, produtor musical do hit ‘Born To Die’, bem como com Rick Nowels e Kieron Menziees, produtores de Honeymoon. ‘Love’ foi a primeira canção do novo álbum e recebeu aclamação dos críticos musicais, tendo sido nomeada ‘A melhor canção nova’ pelo PitchFork, além de estrar em 44º na Billboard Hot 100. O segundo single do disco, faixa homônima, também deu destaque para Lana Del Rey nas paradas. ‘Lust For Life’ conta com a colaboração de The Weeknd e estreou no top dos charts americanos. O álbum era um dos mais esperados em 2017 e promete participações de rappers como Playboi Carti e A$AP Rocky.
Em 30 de agosto de 2019, Del Rey lançou seu sexto álbum de estúdio, "Norman Fucking Rockwell!". Constituído por 14 faixas (sendo 4 delas singles lançados pela cantora entre 2018 e 2019), NFR! gerou grande expectativa e agradou muito a crítica, recebendo um 9.4 na Pitchfork.
No dia 30 de setembro de 2019, foi lançado por Ariana Grande o single "Don't Call Me Angel" (feito especialmente para a trilha sonora de "As Panteras") que contava com a participação especial de Lana de Del Rey e Miley Cyrus. O single foi um sucesso, chegando ao #1 nas categorias de música e clipe no ITunes e nos vídeos Em Alta do YouTube.
Lançado em 19 de março de 2021, Chemtrails Over The Country Club, seu sétimo álbum de estúdio. um álbum de gêneros folk, country folk e Americana.  A obra estrou na segunda posição na Billboard 200 nos Estados Unidos, se tornando seu sétimo álbum top dez no país, enquanto que atingiu o topo da tabela britânica UK Albums Chart, sendo esse o quinto álbum da artista a atingir a primeira posição no Reino Unido. Apenas um dia depois do lançamento, anuncia que seu próximo álbum, intitulado Rock Candy Sweet seria lançado em junho. Entretanto, seu título foi alterado para Blue Banisters com lançamento adiado para o dia 22 de outubro de 2023.
Did You Know That There's a Tunnel Under Ocean Blvd é o nono álbum de estúdio da cantora e compositora estadunidense. Foi lançado em 24 de março de 2023, produzido pela própria artista juntamente com seu frequente colaborador Jack Antonoff, além das participações de Jon Batiste, SYML, Riopy, Father John Misty, Bleachers (liderado por Antonoff) e Tommy Genesis.

## Álbuns

### Álbuns de estúdio
| Ano  | Detalhes do álbum | Melhor posição | Melhor posição | Melhor posição | Melhor posição | Melhor posição | Melhor posição | Melhor posição | Melhor posição | Melhor posição | Vendas | Certificações |
| Ano  | Detalhes do álbum | EUA            | AUS            | ALE            | CAN            | BEL (FLA)      | HOL            | IRL            | UK             | SUI            | Vendas | Certificações |
| ---- | --- | -------------- | -------------- | -------------- | -------------- | -------------- | -------------- | -------------- | -------------- | -------------- | --- | --- |
| 2010 | Lana Del Ray - Lançamento: 4 de janeiro de 2010 - Gravadora(s): 5 Points - Formato(s): CD, download digital                                                                               | —              | —              | —              | —              | —              | —              | —              | —              | —              | | |
| 2012 | Born to Die - Lançamento: 27 de janeiro de 2012 - Gravadora(s): Interscope Records, Polydor Records, Stranger - Formato(s): CD, LP, download digital                                      | 2              | 1              | 1              | 3              | 1              | 2              | 1              | 1              | 1              | - : 7.000.000 milhões - : 450 mil cópias - : 1.7 milhão - : 1.3 milhões - : 600 mil cópias - : 500 mil cópias - : 250 mil cópias - : 270 mil cópias - : 125 mil cópias - : 100 mil cópias | - : 3× Platina - : Ouro - : 3× Platina - : 2× Platina - : Platina - : 2× Platina - : Platina - : Ouro - : Platina - : Platina - : Ouro - : 2× Platina - : Platina - : Platina - : Ouro - : Diamante - : 2× Platina - : Platina - : 2× Platina - : 2× Platina - : Diamante - : 2× Platina - : Platina - : 3× Platina - : Platina - : Platina - : 2× Platina |
| 2014 | Ultraviolence - Lançamento: 13 de junho de 2014 - Editoras: Interscope Records, Polydor Records, Stranger - Formatos: CD, download digital                                                | 1              | 1              | 3              | 1              | 3              | 1              | 2              | 1              | 2              | - : 5.886.000 milhões - : 800 mil cópias - : 750 mil cópias | - : Ouro - : Ouro - : Ouro - : Ouro - : Ouro - : Platina - : Ouro - : Ouro - : Platina - : Ouro - : Platina |
| 2015 | Honeymoon - Lançamento: 18 de setembro de 2015 - Gravadora(s): Interscope, Polydor - Formato(s): CD, LP, download digital                                                                 | 2              | 1              | 4              | 3              | 2              | 5              | 1              | 2              | 3              | - : 3 milhões - : 530 mil cópias - : 300 mil cópias | - : Ouro - : Ouro - : Ouro - : Ouro |
| 2017 | Lust for Life - Lançamento: 21 de julho de 2017 - Gravadora(s): Polydor, Interscope - Formato(s): CD, LP, download digital                                                                | 1              | 1              | 8              | 1              | 2              | 6              | 2              | 1              | 2              | - : 4.552.000 milhões - : 530 mil cópias - : 260 mil cópias | - : Ouro - : Ouro - : Ouro |
| 2019 | Norman Fucking Rockwell! - Lançamento: 30 de agosto de 2019 - Gravadora(s): Polydor,Interscope - Formato(s): CD, LP, download digital                                                     | 3              | 4              | 5              | 3              | 2              | 4              | 2              | 1              | 1              | - : 7.212.000 milhões - : 500 mil cópias - : 65 mil cópias | - : Prata |
| 2021 | Chemtrails Over the Country Club - Lançamento: 19 de março de 2021 - Gravadora(s): Polydor, Interscope - Formato(s): CD, download digital, cassette, vinil                                | 2              | 2              | 3              | 5              | 2              | 2              | 2              | 1              | 1              | - : 1.585.000 | |
| 2021 | Blue Banisters - Lançamento: 22 de outubro de 2021 - Gravadora(s): Polydor, Interscope - Formato(s): CD, download digital                                                                 | 8              | 3              | 6              | 10             | 4              | 1              | 4              | 2              | 6              | - : 502 mil | |
| 2023 | Did You Know That There's A Tunnel Under Ocean Blvd? - Lançamento: 24 de março de 2023 - Gravadora(s): Polydor, Interscope - Formato(s): CD, download digital, streaming, vinil, cassette | 3              | 1              | 3              | 3              | 1              | 1              | 1              | 1              | 4              | - : 805 mil | |
| 2024 | The Right Person Will Stay | GRAVANDO       | GRAVANDO       | GRAVANDO       | GRAVANDO       | GRAVANDO       | GRAVANDO       | GRAVANDO       | GRAVANDO       | GRAVANDO       | GRAVANDO | GRAVANDO |

### Extended plays(EP)
| 2008                                                         | Kill Kill - Lançamento: 21 de outubro de 2008 - Gravadora: 5 Points - Formatos: Download digital                                                        | —  |          |
| 2012                                                         | Lana Del Rey - Lançamento: 10 de janeiro de 2012 - Gravadora: Interscope Records, Stranger - Formatos: Download digital                                 | 20 |          |
| 2012                                                         | Paradise - Lançamento: 12 de novembro de 2012 - Gravadora: Interscope Records, Polydor Records, Stranger - Formatos: CD, Download digital, vinil de 12" | 10 | - : Ouro |
| 2013                                                         | Tropico - Lançamento: 06 de dezembro de 2013 - Gravadora: Interscope Records, Polydor Records - Formatos: Download digital                              | —  |          |
| "—" Não entrou na tabela musical ou não foi lançado no país. | |    |          |

### Álbuns demo
| Título        | Ano  |
| ------------- | ---- |
| Quiet Now     | 2005 |
| From the end. | 2005 |
| Young like me | 2005 |
| Sirens        | 2005 |
| No Kung Fu    | 2008 |

## Singles
| Ano                                                          | Título                                                                  | Melhor posição | Melhor posição | Melhor posição | Melhor posição | Melhor posição | Melhor posição | Melhor posição | Melhor posição | Melhor posição | Melhor posição | Melhor posição | Melhor posição | Melhor posição | Melhor posição | Certificações | Álbum                                               |  |
| Ano                                                          | Título                                                                  | EUA            | ALE            | AUS            | AUT            | BEL (FLA)      | CAN            | DIN            | FRA            | HOL            | IRL            | UK             | SUI            | FIN            | SUE            | Certificações | Álbum                                               |  |
| ------------------------------------------------------------ | ----------------------------------------------------------------------- | -------------- | -------------- | -------------- | -------------- | -------------- | -------------- | -------------- | -------------- | -------------- | -------------- | -------------- | -------------- | -------------- | -------------- | --- | --------------------------------------------------- |  |
| 2011                                                         | "Video Games"                                                           | 91             | 1              | 23             | 2              | 2              | 72             | 18             | 2              | 11             | 6              | 9              | 2              | 14             | 56             | - - Ouro - BEA - - 2× Platina - IFPI - - Ouro - ARIA - - Platina - BVMI - - Ouro - IFPI - - Ouro - RIAA                                           | Born to Die                                         |  |
| 2012                                                         | "Born to Die"                                                           | —              | 29             | 34             | 10             | 14             | —              | 7              | 13             | —              | 12             | 9              | 13             | 9              | 6              | - - Ouro - ARIA - - Ouro - FIMI - - Ouro - Music Canada                                                                                           | Born to Die                                         |  |
| 2012                                                         | "Blue Jeans"                                                            | —              | —              | 13             | —              | 6              | —              | 35             | 16             | —              | 88             | 32             | 32             | —              | —              | - - Ouro - IFPI Dinamarca - - Ouro - Music Canada                                                                                                 | Born to Die                                         |  |
| 2012                                                         | "Summertime Sadness"                                                    | 6              |                | 3              | 5              | 15             | 7              | 28             | 10             | 53             | 7              | 4              | 3              | 5              | 20             | - - Platina - BVMI - - 4× Platina - ARIA - - 4× Platina - - Music Canada - - Ouro - IFPI - - Ouro - RIANZ - - Platina - BPI - - 2× Platina - RIAA | Born to Die                                         |  |
| 2012                                                         | "National Anthem"                                                       | —              | —              | —              | —              | 40             | —              | —              | 152            | —              | —              | 92             | —              | —              | —              | | Born to Die                                         |  |
| 2012                                                         | "Ride"                                                                  | —              | 44             | 89             | 63             | 3              | —              | 40             | 56             | —              | 35             | 32             | 53             | —              | —              | | Paradise                                            |  |
| 2013                                                         | "Dark Paradise"                                                         | —              | 45             | 42             | —              | —              | —              | —              | —              | —              | —              | —              | 48             | —              | —              | | Born to Die                                         |  |
| 2013                                                         | "Young and Beautiful"                                                   | 22             | 74             | 8              | 57             | 34             | 45             | 68             | 31             | 79             | 16             | 23             | 31             | 29             | 39             | - - 4× Platina - ARIA - - Platina - Music Canada< - - Platina - RIAA - - Ouro - RIANZ                                                             | O Grande Gatsby - Soundtrack                        |  |
| 2014                                                         | "Once Upon a Dream"                                                     | —              | —              | 96             | —              | —              | —              | —              | 122            | —              | —              | 60             | —              | —              | —              | | Malévola - Soundtrack                               |  |
| 2014                                                         | "West Coast"                                                            | 17             | 22             | 44             | 39             | 17             | 26             | 39             | 34             | 16             | 31             | 21             | 13             | 21             | —              | | Ultraviolence                                       |  |
| 2014                                                         | "Ultraviolence"                                                         | 70             | —              | —              | —              | —              | —              | —              | 88             | —              | —              | —              | —              | —              | —              | | Ultraviolence                                       |  |
| 2015                                                         | "High by the Beach"                                                     | 51             | 75             | 51             | 56             | 2              | 39             | —              | 14             | —              | 59             | 60             | —              | 22             | —              | | Honeymoon                                           |  |
| 2015                                                         | "Music to Watch Boys To"                                                | —              | —              | —              | —              | —              | —              | —              | 117            | —              | —              | 186            | —              | —              | —              | | Honeymoon                                           |  |
| 2017                                                         | "Love"                                                                  | 44             | 68             | 41             | 43             | 41             | 48             | —              | 12             | —              | 35             | 41             | 27             | —              | 49             | - - Ouro - ABPD - - Ouro - GLF - - Prata - BPI - - Ouro - FIMI                                                                                    | Lust for Life                                       |  |
| 2017                                                         | "Lust for Life" (ft. The Weeknd)                                        | 64             | 65             | 44             | 51             | 17             | 39             | —              | 19             | —              | 33             | 38             | 48             | 11             | 29             | | Lust for Life                                       |  |
| 2017                                                         | "Summer Bummer" (ft. ASAP Rocky e Playboi Carti)                        | 123            | —              | —              | —              | 40             | 80             | —              | —              | —              | —              | 81             | —              | —              | —              | | Lust for Life                                       |  |
| 2017                                                         | "Groupie Love" (ft. ASAP Rocky)                                         | —              | —              | —              | —              | —              | —              | 141            | —              | —              | —              | —              | —              | —              | —              | | Lust for Life                                       |  |
| 2018                                                         | "God Save Our Young Blood" (com Børns)                                  | —              | —              | —              | —              | —              | —              | —              | —              | —              | —              | —              | —              | —              | —              | | Blue Madonna                                        |  |
| 2018                                                         | "You Must Love Me" (com Andrew Lloyd Webber)                            | —              | —              | —              | —              | —              | —              | —              | —              | —              | —              | —              | —              | —              | —              | | Unmasked: The Platinum Collection                   |  |
| 2018                                                         | "Mariners Apartment Complex"                                            | —              | —              | 93             | —              | 35             | —              | —              | 35             | —              | 74             | 79             | 89             | —              | 78             | | Norman Fucking Rockwell!                            |  |
| 2018                                                         | "Venice Bitch"                                                          | —              | —              | —              | —              | —              | —              | 95             | —              | —              | —              | —              | —              | —              | —              | | Norman Fucking Rockwell!                            |  |
| 2019                                                         | "Hope Is a Dangerous Thing for a Woman Like Me to Have – but I Have It" | —              | —              | —              | —              | —              | —              | —              | 68             | —              | 80             | 99             | —              | —              | —              | | Norman Fucking Rockwell!                            |  |
| 2019                                                         | "Doin' Time"                                                            | 59             | —              | —              | —              | —              | 60             | —              | 162            | —              | 51             | 42             | 70             | —              | —              | - - Ouro - Music Canada< | Norman Fucking Rockwell!                            |  |
| 2019                                                         | "The Greatest"                                                          | —              | —              | —              | —              | —              | —              | —              | —              | —              | —              | —              | —              | —              | —              | | Norman Fucking Rockwell!                            |  |
| 2019                                                         | "Don't Call Me Angel" (com Ariana Grande e Miley Cyrus)                 | 13             | 11             | 4              | 12             | 28             | 7              | 22             | 64             | 27             | 2              | 2              | 4              | 9              | 25             | - - Ouro - ARIA - - Ouro - Music Canada | Charlie's Angels                                    |  |
| 2019                                                         | "Norman Fucking Rockwell"                                               | 112            | —              | —              | —              | —              | —              | —              | —              | —              | 40             | 44             | —              | —              | 63             | | Norman Fucking Rockwell!                            |  |
| 2020                                                         | "Let Me Love You Like a Woman"                                          | —              |                |                |                |                |                |                |                |                |                |                |                |                |                | | Chemtrails over the Country Club                    |  |
| 2021                                                         | "Chemtrails over the Country Club"                                      | —              |                |                |                |                |                |                |                |                |                |                |                |                |                | | Chemtrails over the Country Club                    |  |
| 2021                                                         | 'White Dress"                                                           | —              |                |                |                |                |                |                |                |                |                |                |                |                |                | | Chemtrails over the Country Club                    |  |
| 2021                                                         | "Tulsa Jesus Freak"                                                     | —              |                |                |                |                |                |                |                |                |                |                |                |                |                | | Chemtrails over the Country Club                    |  |
| 2021                                                         | "Blue Banisters"                                                        | —              |                |                |                |                |                |                |                |                |                |                |                |                |                | | Blue Banisters                                      |  |
| 2021                                                         | "Text Book"                                                             | —              |                |                |                |                |                |                |                |                |                |                |                |                |                | | Blue Banisters                                      |  |
| 2021                                                         | "Wildflower Wildfire"                                                   | —              |                |                |                |                |                |                |                |                |                |                |                |                |                | | Blue Banisters                                      |  |
| 2021                                                         | "Arcadia"                                                               | —              |                |                |                |                |                |                |                |                |                |                |                |                |                | | Blue Banisters                                      |  |
| 2022                                                         | "Did You Know That There's a Tunnel Under Ocean Blvd"                   | —              |                |                |                |                |                |                |                |                |                |                |                |                |                | | Did You Know That There's a Tunnel Under Ocean Blvd |  |
| 2023                                                         | "A&W"                                                                   | —              |                |                |                |                |                |                |                |                |                |                |                |                |                | | Did You Know That There's a Tunnel Under Ocean Blvd |  |
| 2023                                                         | "The Grants"                                                            | —              |                |                |                |                |                |                |                |                |                |                |                |                |                | | Did You Know That There's a Tunnel Under Ocean Blvd |  |
| 2023                                                         | "Candy Necklace"                                                        | —              |                |                |                |                |                |                |                |                |                |                |                |                |                | | Did You Know That There's a Tunnel Under Ocean Blvd |  |
| "—" Não entrou na tabela musical ou não foi lançado no país. |                                                                         |                |                |                |                |                |                |                |                |                |                |                |                |                |                | |                                                     |  |

### Singlespromocionais
| Ano                                                          | Título                             | Melhor posição | Melhor posição | Melhor posição | Melhor posição | Melhor posição | Certificação | Álbum         |
| Ano                                                          | Título                             | AUT            | FRA            | ALE            | SUI            | UK             | Certificação | Álbum         |
| ------------------------------------------------------------ | ---------------------------------- | -------------- | -------------- | -------------- | -------------- | -------------- | ------------ | ------------- |
| 2012                                                         | "Off to the Races"                 | —              | —              | —              | —              | —              |              | Born to Die   |
| 2012                                                         | "Carmen"                           | —              | —              | —              | —              | —              |              | Born to Die   |
| 2012                                                         | "Blue Velvet"                      | 40             | 40             | 49             | 42             | 60             |              | Paradise      |
| 2013                                                         | "Burning Desire"                   | —              | —              | —              | —              | 172            |              | Paradise      |
| 2014                                                         | "Shades of Cool"                   | —              | 37             | —              | 43             | 144            |              | Ultraviolence |
| 2014                                                         | "Brooklyn Baby"                    | 64             | 33             | —              | 16             | 86             |              | Ultraviolence |
| 2014                                                         | "Black Beauty"                     | —              | —              | —              | —              | 179            |              | Ultraviolence |
| 2015                                                         | "Terrence Loves You"               | —              | 128            | —              | —              | 188            |              | Honeymoon     |
| 2015                                                         | "Honeymoon"                        | —              | —              | —              | —              | —              |              | Honeymoon     |
| 2015                                                         | "Music to Watch Boys To"           | —              | 117            | —              | —              | 186            |              | Honeymoon     |
| 2017                                                         | "Coachella - Woodstock in My Mind" |                |                |                |                |                |              | Lust for Life |
|                                                              | "Groupie Love"                     |                |                |                |                |                |              |               |
| "—" Não entrou na tabela musical ou não foi lançado no país. |                                    |                |                |                |                |                |              |               |

### Outras canções
| Ano                                                          | Título              | Melhor posição | Melhor posição | Melhor posição | Álbum       |  |
| Ano                                                          | Título              | FRA            | UK             | EUA            | Álbum       |  |
| ------------------------------------------------------------ | ------------------- | -------------- | -------------- | -------------- | ----------- |  |
| 2012                                                         | "Radio"             | 67             | —              |                | Born to Die |  |
| 2012                                                         | "Without You"       | —              | 121            |                | Born to Die |  |
| 2012                                                         | "Body Electric"     | 103            | 160            |                | Paradise    |  |
| 2012                                                         | "Bel Air"           | 105            | 184            |                | Paradise    |  |
| 2012                                                         | "Gods & Monsters"   | 92             | 39             |                | Paradise    |  |
| 2012                                                         | "Cola"              | 71             | 120            |                | Paradise    |  |
| 2012                                                         | "American"          | 84             | 151            |                | Paradise    |  |
| 2012                                                         | "Yayo"              | 120            | —              |                | Paradise    |  |
| 2023                                                         | "Say Yes To Heaven" |                |                | 54             | Unreleased  |  |
| "—" Não entrou na tabela musical ou não foi lançado no país. |                     |                |                |                |             |  |

## Vídeos musicais
| Ano  | Título                              | Diretor                                        |
| ---- | ----------------------------------- | ---------------------------------------------- |
| 2011 | "Video Games"                       | Lana Del Rey                                   |
| 2011 | "Born to Die"                       | Yoann Lemoine                                  |
| 2012 | "Blue Jeans"                        | Yoann Lemoine                                  |
| 2012 | "Carmen"                            | Lana Del Rey                                   |
| 2012 | "National Anthem"                   | Anthony Mandler                                |
| 2012 | "Summertime Sadness"                | Kyle Newman e Susser Spencer                   |
| 2012 | "Blue Velvet"                       | Johan Renck                                    |
| 2012 | "Ride"                              | Anthony Mandler                                |
| 2013 | "Burning Desire"                    | Ant Shurmer                                    |
| 2013 | "Chelsea Hotel No. 2" (cover)       | Ant Shurmer                                    |
| 2013 | "Summer Wine" (cover)               | Lana Del Rey                                   |
| 2013 | "Young and Beautiful"               | Chris Sweeney e Sophie Muller                  |
| 2013 | "Summertime Sadness (remix)"        | Lana Del Rey vs Cedric Gervais                 |
| 2013 | "Tropico (Short Film) (Explicit)"   | Anthony Mandler                                |
| 2014 | "West Coast"                        | Vincent Haycock                                |
| 2014 | "Shades Of Cool"                    | Jake Nava                                      |
| 2014 | "Ultraviolence"                     | Francesco Carrozzini                           |
| 2015 | "High By The Beach"                 | Jake Nava                                      |
| 2015 | "Music To Watch Boys To"            | Kinga Burza                                    |
| 2016 | "Freak"                             | Yours Truly                                    |
| 2016 | "Honeymoon"                         | Lana Del Rey                                   |
| 2017 | "Love"                              | Rich Lee                                       |
| 2017 | "Lust for Life"                     | Clark Jackson                                  |
| 2017 | "White Mustang"                     | Jonas Akerlund                                 |
| 2018 | "Mariners Apartment Complex"        | Chuck Grant                                    |
| 2019 | "Venice Bitch"                      | Chuck Grant                                    |
| 2019 | "Fuck It I Love You & The Greatest" | Rich Lee                                       |
| 2019 | "Doin Time"                         | Rich Lee                                       |
| 2020 | "Norman Fucking Rockwell"           | Chuck Grant                                    |
| 2021 | "Chemtrails Over The Country Club"  | BRTHR (Alex Lee e Kyle Wightman)               |
| 2021 | "White Dress"                       | Constellation Jones                            |
| 2021 | "Blue Banisters"                    | BRTHR (Alex Lee e Kyle Wightman)               |
| 2021 | Arcadia                             | Lana Del Rey e BRTHR                           |
| 2022 | "Text Book"                         | Emmanuel Adjei                                 |
| 2022 | "Dealer"                            | BRTHR (Alex Lee e Kyle Wightman)               |
| 2022 | "Thunder"                           | J.A.C.K. (Julien Choquart e Camille Hirigoyen) |